# Alexandr Golemba
Alexandr Golemba (rusky Алекса́ндр Голе́мба, vlastním jménem Alexandr Solomonovič Rapoport, rusky Алекса́ндр Соломо́нович Рапопо́рт, 6. listopadu 1922 v Charkově, Ukrajinská SSR – 2. července 1979 v Moskvě) byl sovětský básník a překladatel židovského původu narozený na území dnešní Ukrajiny. Své verše psal rusky.

## Život
V roce 1940 nastoupil na 1. Charkovský lékařský ústav. Od listopadu 1941 do října 1943 byl evakuován do Iževska a pokračoval ve studiu na místním lékařském ústavu. V roce 1946 absolvoval První moskevský lékařský institut. Pracoval jako laboratorní lékař v Charkovském institutu epidemiologie a mikrobiologie, v Ústavu penicilinu, Neurologickém ústavu Akademie lékařských věd SSSR. Od května 1951 do prosince 1952 sloužil v armádě (náčelník zdravotního střediska 395 OSB). Demobilizován ze zdravotních důvodů. Od roku 1953 se věnoval výhradně literární činnosti. Od 21. března 1957 byl členem Svazu spisovatelů SSSR. Jako student vstoupil do literárního spolku deníku "Komsomolskaja pravda" pod vedením V. A. Lugovského, později spolu s ním přeložil tragédii "Mohamed" od Voltaira, básně "Ďáblův svět" od H. de Espronceda, "Máj" od Karla Hynka Máchy, "Ocel zrozená ve stepi" od T. Žarokova, "Vaše řeka" od H. Ergalieva, román ve verších "Srdce Altaje" od Dichana Abileva. Pseudonym "Golemba" (polsky golęba - holubice) převzal jméno jednoho z příbuzných. Od roku 1948 až do konce života aktivně publikoval jako překladatel poezie, prózy a dramatu. Pro knižní edici "Life of Remarkable People" napsal knihu o  Antoniu Gramscim (1968). Jako původní básník za svého života nepublikoval téměř nic; reprezentativní výběr z jeho rozsáhlého básnického dědictví spatřil světlo až v roce 2007. Zemřel na komplikace po operaci žaludečního vředu. Byl pohřben na Kuncevském hřbitově.